# Candidatus Pelagibacter ubique
Candidatus Pelagibacter ubique ist wahrscheinlich die häufigste Bakterienart. Sie wurde ursprünglich SAR11 genannt und war nur durch ihre ribosomale RNA bekannt, die erstmals 1990 in Proben aus der Sargassosee identifiziert wurde. Die dafür verantwortlichen Bakterien wurden 2002 isoliert und als Pelagibacter ubique benannt. Dies geschah jedoch nicht nach den Regeln des Bakteriologischen Codes (ICBN), so dass Pelagibacter ubique kein valide publizierter Name ist und das Bakterium daher als „Candidatus Pelagibacter ubique“ Rappé et al. 2002 zu bezeichnen ist.
„Candidatus Pelagibacter ubique“ kommt auf der ganzen Welt vor und lebt als Teil des Planktons, also frei schwimmend in den Weltmeeren. Sie gehören zu den kleinsten fortpflanzungsfähigen Zellen mit einem Durchmesser von nur 0,12 bis 0,20 µm.
Mit nur 1354 Genen haben diese Bakterien ein relativ kleines Genom. Es enthält weniger Paraloge als jede andere untersuchte frei lebende Zelle, keine viralen Gene und nur sehr wenig nichtkodierende DNA.   „Candidatus Pelagibacter ubique“ ist also eine sehr effiziente Lebensform, was auch das massenhafte Vorkommen bestätigt.

## Allgemeines zum Bakterium
Es handelt sich um sehr kleine marine α–Protebakterien, sie sind in allen Ozeanen zu finden und machen dort etwa 25 % aller Zellen aus. Es ist das erste kultivierte Mitglied der winzigen α–Protebakterien. Es hat das bisher kleinste Genom aller bekannten fortpflanzungsfähigen Zellen und besitzt für alle 20 Aminosäuren biosynthetische Funktionen. „Candidatus Pelagibacter ubique“ wächst durch im Wasser gelöste Kohlenstoffverbindungen und bezieht seine Energie von einer lichtgesteuerten Proteorhodopsin-Pumpe und durch die Zellatmung. Bei Untersuchungen des Genoms von  „Candidatus Pelagibacter ubique“ stellte man fest, dass es DNA-aufnehmende Gene enthält, und vermutet daher, dass das Bakterium Fremd-DNA aufnehmen kann. Bei diesen Untersuchungen fand man ebenfalls heraus, dass der Anteil von Guanin und Cytosin im Genom bei etwa 29,7 % liegt. Da die meisten Transporter im  „Candidatus Pelagibacter ubique“ eine sehr hohe Substrataffinität besitzen, wird weniger Energie in Form von ATP verbraucht, was auch die Lebensfähigkeit großer Populationen in nährstoffärmeren Medien erklärt.

## Systematik
Es wird zunehmend in Zweifel gezogen, dass es sich bei „Candidatus Pelagibacter ubique“ tatsächlich um einen frei lebenden Verwandten der obligat parasitischen Rickettsien handelt. Vielmehr dürfte der nach dem Prinzip der Maximum parsimony statistisch errechnete Verwandtschaftsgrad auf einem Artefakt namens Compositional Bias beruhen. Diese Ergebnisse legen eine Ordnung Pelagibacterales als Schwestertaxon zu den Rickettsiales nahe. Morris et al. (2005) und Gote et al. (2012) gliedern diese wie folgt in Untergruppen:
- Untergruppe Ia, offener Ozean, Kronengruppe (englisch crown group) – mit  „Candidatus Pelagibacter ubique“ HTCC1062
- Untergruppe Ib, offener Ozean, Schwesterklade zu Ia
- Untergruppe II, Küste, basal zu Ia + Ib
- Untergruppe III, Brackwasser, zusammen mit ihrer Schwesterklade IV basal zu I + II
- Untergruppe IV, auch bekannt als LD12-Klade, Süßwasser[6]
- Untergruppe V, mit Alphaproteobacterium HIMB59, basal zum Rest

Darstellung dieser Beziehungen in einem Kladogramm der Pelagibacterales:
|  | \| \| Untergruppe Ia (vorgeschlagen als Pelagibacteraceae, mit „Pelagibacter“) \| \| \| \| \| \| Untergruppe Ib \| \| \| \| |
|  | |
|  | Untergruppe II |
|  | |
|  | Untergruppe Ia (vorgeschlagen als Pelagibacteraceae, mit „Pelagibacter“)                                                    |
|  | |
|  | Untergruppe Ib |
|  | |

|  | Untergruppe Ia (vorgeschlagen als Pelagibacteraceae, mit „Pelagibacter“) |
|  |                                                                          |
|  | Untergruppe Ib                                                           |
|  |                                                                          |

|  | \| \| Untergruppe IIIa \| \| \| \| \| \| Untergruppe IIIb \| \| \| \| |
|  |                                                                       |
|  | Untergruppe IV (benannt Klade LD12, mit SAR11 Bakterien)              |
|  |                                                                       |
|  | Untergruppe IIIa                                                      |
|  |                                                                       |
|  | Untergruppe IIIb                                                      |
|  |                                                                       |

|  | Untergruppe IIIa |
|  |                  |
|  | Untergruppe IIIb |
|  |                  |

|  | \| \| Untergruppe Ia (vorgeschlagen als Pelagibacteraceae, mit „Pelagibacter“) \| \| \| \| \| \| Untergruppe Ib \| \| \| \| |
|  | |
|  | Untergruppe II |
|  | |
|  | Untergruppe Ia (vorgeschlagen als Pelagibacteraceae, mit „Pelagibacter“)                                                    |
|  | |
|  | Untergruppe Ib |
|  | |

|  | Untergruppe Ia (vorgeschlagen als Pelagibacteraceae, mit „Pelagibacter“) |
|  |                                                                          |
|  | Untergruppe Ib                                                           |
|  |                                                                          |

|  | \| \| Untergruppe IIIa \| \| \| \| \| \| Untergruppe IIIb \| \| \| \| |
|  |                                                                       |
|  | Untergruppe IV (benannt Klade LD12, mit SAR11 Bakterien)              |
|  |                                                                       |
|  | Untergruppe IIIa                                                      |
|  |                                                                       |
|  | Untergruppe IIIb                                                      |
|  |                                                                       |

|  | Untergruppe IIIa |
|  |                  |
|  | Untergruppe IIIb |
|  |                  |

## Kultivierung
Bei der Kultivierung von  „Candidatus Pelagibacter ubique“ wurden natürliche mikrobielle Gemeinschaften verdünnt und in sehr niedrig dosierte Nährmedien isoliert. Das Nährmedium bestand aus sterilem Küstenwasser aus Oregon, das mit Phosphat (KH2PO4), Ammonium (NH4Cl) und einer Mischung aus definierten Kohlenstoffverbindungen ergänzt wurde. Bei der Isolierung der Zellen machte man sich die Tatsache zum Vorteil, dass die Substratkonzentration in natürlichem Meerwasser etwa ein Drittel von der in Labormedien beträgt. Nach der Isolation markierte man die Arrays der  „Candidatus Pelagibacter ubique“-Kulturen mittels FISH (Fluoreszenz-in-situ-Hybridisierung), um die Sichtbarkeit unter dem Mikroskop zu verbessern.
Nach einer Inkubation bei 15 °C 23 Tage lang bei Dunkelheit oder in einem 14 h/10 h-Hell-Dunkel-Zyklus wurden kleine Volumina der Kulturen auf eine Polycarbonatmembran aufgetragen. Man untersuchte daraufhin die intergenischen Nukleotidsequenzen der isolierten Kulturen und stellte fest, dass es drei genetisch unterschiedliche Gruppen gibt, die sich jeweils nur um einige Nukleotide oder um eine Einfügung (engl. „insertion“) oder Löschung (engl. „deletion“) unterscheiden. Da in zwei der drei Gruppen (die dritte enthält nur eine Kultur) die Inkubation sowohl im Hell-Dunkel-Zyklus als auch nur bei Dunkelheit stattfand, konnte man eine Beeinflussung durch Licht ausschließen.
Die maximale Zelldichte variiert zwischen 2,5*105 Zellen pro ml und 3,5*106 Zellen pro ml, was davon abhängt, wo und wann die Proben entnommen wurden, aber unabhängig von der Kohlenstoffzusammensetzung ist. Auf Grund dieser Ergebnisse geht man davon aus, dass natürliche Faktoren die Population von „Candidatus Pelagibacter ubique“ kontrollieren. Das ist von großer Bedeutung für die ozeanografische Forschung, denn das lässt den Schluss zu, dass man mit der Untersuchung des Wachstums von „Candidatus Pelagibacter ubique“ chemische Faktoren im Wasser identifizieren könnte. Durch eine BLAST-Suche nach paralogen Genfamilien stellte man fest, dass „Candidatus Pelagibacter ubique“ aus einem Duplikationsereignis heraus entstanden sein muss.

## Viren (Pelagiphagen)
SAR11-Bakterien werden, wie 2024 bekannt wurde, durch Bakterienviren (sog. Pelagiphagen) massiv parasitiert. In Zeiten schnellen Wachstums (wie in den Frühjahrsblüten) können fast 20 % der SAR11-Bakterien virusinfiziert sein. In diese Pelagiphagen scheint der zuvor vermutete Kontrollmechanismus offenbar gegeben zu sein. In Stichproben fanden sich in etwa 10 % der gesamten SAR11-Population keine Ribosomen mehr (sog. Zombie-Zellen). Das Phänomen wurde zunächst rund um Helgoland gefunden, dann aber auch im Atlantik, dem Südpolarmeer und dem Pazifik. Es wird vermutet, dass die ribosomale RNA (rRNA) von den Viren für eigene Zwecke benutzt wird.